# Jean-Pierre Boyer (cardinale)
Jean-Pierre Boyer (Paray-le-Monial, 27 luglio 1829 – Bourges, 16 dicembre 1896) è stato un cardinale e arcivescovo cattolico francese.

## Biografia
Nacque a Paray-le-Monial il 27 luglio 1829.
Papa Leone XIII lo elevò al rango di cardinale nel concistoro del 29 novembre 1895.
Morì il 16 dicembre 1896 all'età di 67 anni.

## Genealogia episcopale e successione apostolica
La genealogia episcopale è:
- Cardinale Guillaume d'Estouteville, O.S.B.Clun.
- Papa Sisto IV
- Papa Giulio II
- Cardinale Raffaele Riario
- Papa Leone X
- Papa Clemente VII
- Cardinale Antonio Sanseverino
- Cardinale Giovanni Michele Saraceni
- Papa Pio V
- Cardinale Innico d'Avalos d'Aragona, O.S.Iacobi
- Cardinale Scipione Gonzaga
- Patriarca Fabio Biondi
- Papa Urbano VIII
- Cardinale Cosimo de Torres
- Cardinale Francesco Maria Brancaccio
- Vescovo Miguel Juan Balaguer Camarasa, O.S.Io.Hier.
- Papa Alessandro VII
- Cardinale Neri Corsini
- Vescovo Francesco Ravizza
- Cardinale Veríssimo de Lencastre
- Arcivescovo João de Sousa
- Vescovo Álvaro de Abranches e Noronha
- Cardinale Nuno da Cunha e Ataíde
- Cardinale Tomás de Almeida
- Cardinale João Cosme da Cunha, C.R.S.A.
- Arcivescovo Francisco da Assunção e Brito, O.E.S.A.
- Vescovo Alexandre de Gouveia, T.O.R.
- Vescovo Caetano Pires Pereira, C.M.
- Vescovo Gioacchino Salvetti, O.F.M.
- Vescovo Giuseppe Maria Rizzolati, O.F.M.Ref.
- Arcivescovo Théodore-Augustin Forcade, M.E.P.
- Cardinale Jean-Pierre Boyer

La successione apostolica è:
- Vescovo Pierre-Marie Belmont (1893)
- Vescovo Claude Bardel (1894)
- Vescovo Félix-Auguste Béguinot (1896)